# Riyadh (provins)
Riyadh (arabiska: الرياض, al-Riyad), officiellt Mintaqat al-Riyad (منطقة الرياض), är en provins (mintaqa) i centrala Saudiarabien. Huvudort är Riyadh, som även är landets huvudstad.
Provinsen hade 8 591 748 invånare i maj 2022.